# Język belait
Język belait, także: balait jati, lemeting, metting, tau’ kitah – język austronezyjski używany przez ludność Belait. Według danych z 2004 roku posługuje się nim 1240 osób.
Jest wypierany przez język malajski Brunei. Nie wykształcił piśmiennictwa.